# چارلز اوگل، بارونت دوم
چارلز اوگل، بارونت دوم (انگلیسی: Sir Charles Ogle, 2nd Baronet; ۲۴ مهٔ ۱۷۷۵ – ۱۶ ژوئن ۱۸۵۸) افسر نیروی دریایی پادشاهی بریتانیا بود. او به عنوان یک افسر جزء، در جریان جنگ‌های انقلاب فرانسه، رهبری گروه‌های تهاجمی را در تصرف مارتینیک و تصرف گوادلوپ بر عهده داشت. او همچنین در مراحل بعدی جنگ‌های انقلاب فرانسه در عملیات پیاده شدن در مصر شرکت داشت.
در طول جنگ‌های ناپلئونی، اوگل فرماندهی کشتی درجه پنج اچ‌ام‌اس یونایت در ناوگان مدیترانه را بر عهده داشت. او سپس فرمانده کل ایستگاه آمریکای شمالی و سپس فرمانده کل پورتسموث شد. او همچنین مدت کوتاهی به عنوان نماینده محافظه‌کار پارلمان برای بخش پورتارلینگتون خدمت کرد.